# Четате (комуна, Бістріца-Несеуд)
Четате (рум. Cetate) — комуна у повіті Бистриця-Несеуд в Румунії. До складу комуни входять такі села (дані про населення за 2002 рік):
- Орхею-Бістріцей (614 осіб)
- Петріш (1038 осіб)
- Сату-Ноу (719 осіб) — адміністративний центр комуни

Комуна розташована на відстані 318 км на північ від Бухареста, 9 км на схід від Бистриці, 86 км на північний схід від Клуж-Напоки.

## Населення
За даними перепису населення 2002 року у комуні проживали 5179 осіб.
Національний склад населення комуни:
| Національність | Кількість осіб | Відсоток |
| -------------- | -------------- | -------- |
| румуни         | 4440           | 85,7%    |
| цигани         | 713            | 13,8%    |
| угорці         | 18             | 0,3%     |
| німці          | 8              | 0,2%     |

Рідною мовою назвали:
| Мова      | Кількість осіб | Відсоток |
| --------- | -------------- | -------- |
| румунська | 5077           | 98,0%    |
| циганська | 98             | 1,9%     |
| угорська  | 3              | 0,1%     |
| німецька  | 1              | < 0,1%   |

Склад населення комуни за віросповіданням:
| Релігія                                       | Кількість осіб | Відсоток |
| --------------------------------------------- | -------------- | -------- |
| православні                                   | 4804           | 92,8%    |
| п'ятдесятники                                 | 223            | 4,3%     |
| греко-католики                                | 28             | 0,5%     |
| баптисти                                      | 12             | 0,2%     |
| адвентисти                                    | 11             | 0,2%     |
| реформати                                     | 6              | 0,1%     |
| римо-католики                                 | 5              | 0,1%     |
| лютерани (Синодально-пресвітеріанська церква) | 4              | 0,1%     |
| лютерани                                      | 2              | < 0,1%   |

## Зовнішні посилання
- Дані про комуну Четате на сайті Ghidul Primăriilor [Архівовано 15 травня 2012 у Wayback Machine.]